# DCDC2
DCDC2‏ (Doublecortin domain containing 2) هوَ بروتين يُشَفر بواسطة جين DCDC2 في الإنسان.

## الوظيفة
يُشفِّر هذا الجين بروتينًا يحتوي على نطاقين ببتيديين مزدوجي الكورتين. وقد ثَبُتَ أن هذا النطاق يرتبط بالتوبولين ويُعزِّز بلمرة الأنابيب الدقيقة.

## الأهمية السريرية
ارتبطت طفرات هذا الجين بعجز القراءة (RD)، والتي تُعرف أيضًا بعسر القراءة النمائي. إلا أن هذا الأمر مثير للجدل، إذ أشارت دراسة حديثة إلى "انخفاض احتمالية تأثير الحذف المباشر على مهارات القراءة". تُلاحظ تغيرات في جين DCDC2 بكثرة لدى المصابين بعسر القراءة. كما تظهر الأليلات المتغيرة غالبًا لدى الأطفال الذين يعانون من صعوبات في القراءة والكتابة. ويبدو أن لهذا الجين ارتباطًا وثيقًا بمعالجة معلومات الكلام أثناء الكتابة.